# Риччоли (лунный кратер)
Кратер Риччоли (лат. Riccioli) — большой древний ударный кратер в западной экваториальной области видимой стороне Луны. Название присвоено в честь итальянского астронома Джованни Баттиста Риччоли (1598—1671) и утверждено Международным астрономическим союзом в 1935 г. Образование кратера относится к донектарскому периоду.

## Описание кратера

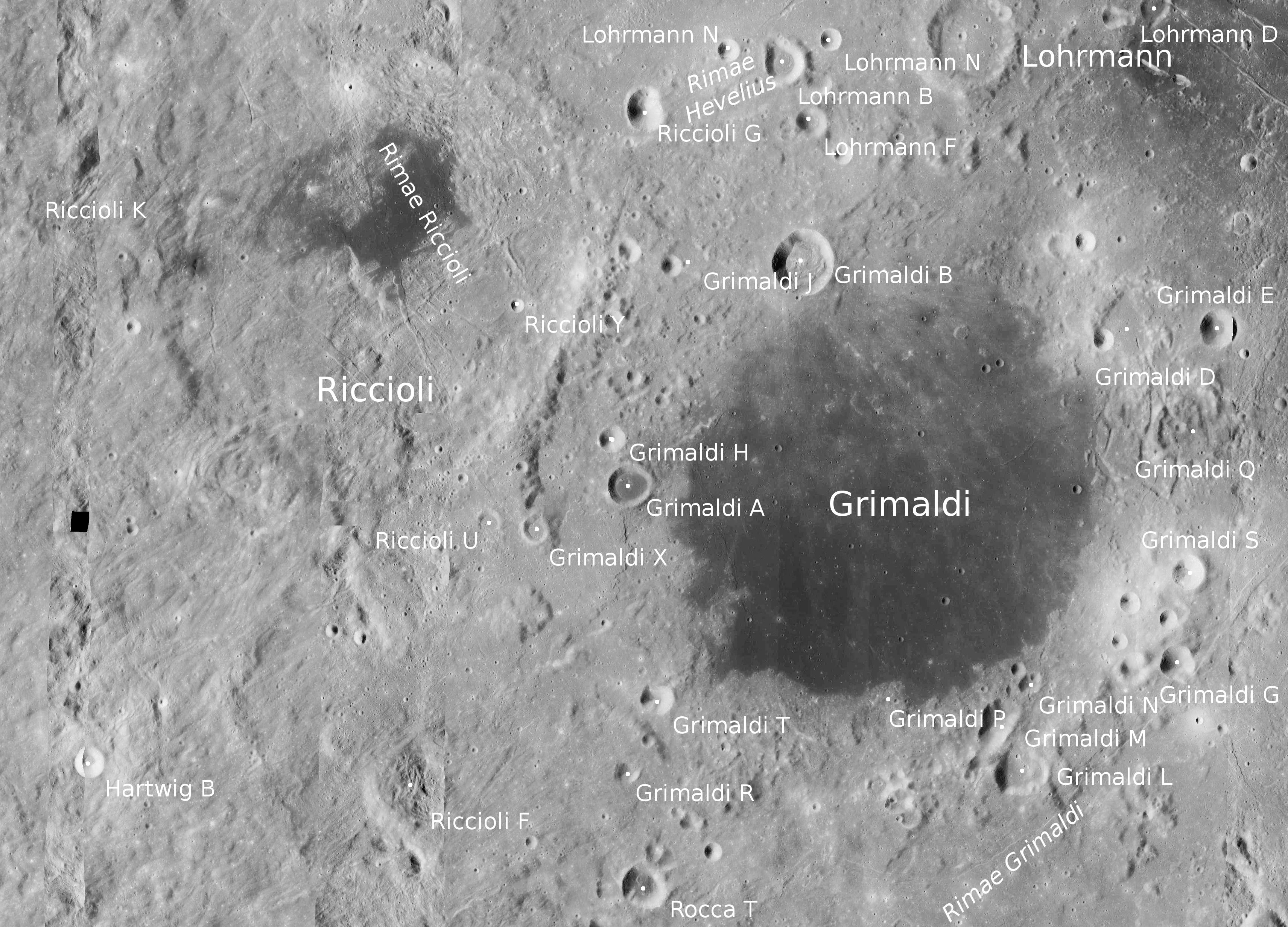
Окрестности кратера Риччоли. Снимок зонда Lunar Reconnaissance Orbiter.

Ближайшими соседями кратера Риччоли являются кратер Гедин на севере-северо-западе; кратер Гевелий на северо-востоке; кратер Гримальди на юго-востоке (валы кратеров Гримальди и Риччоли разделяет долина шириной несколько километров) и кратер Хартвиг на западе-юго-западе. На востоке от кратера расположен Океан Бурь, на северо-востоке - борозды Гевелия, на юго-западе горы Кордильеры. Селенографические координаты центра кратера 2°54′ ю. ш. 74°25′ з. д. / 2,9° ю. ш. 74,42° з. д., диаметр 155,7 км, глубина 2850 м.
Кратер Риччоли имеет полигональную форму и значительно разрушен за длительное время своего существования. Вал сглажен, разрезан многочисленными узкими долинами, в северо-западной части полностью разрушен, лучше всего сохранился в юго-восточной и юго-западной части. Дно чаши пересеченное, за исключением ровной области в северной части затопленной темной базальтовой лавой (данная область имеет яркость 1° по таблице яркостей Шрётера), перекрыто породами выброшенными при образовании бассейна Моря Восточного, образовавшими хребты ориентированные с юго-запада на северо-восток. В северо-восточной части чаши расположено несколько хребтов параллельных валу кратера. Помимо этого дно чаше кратера изрезано системой борозд Риччоли, рассекающих также и упомянутые хребты.

## Сателлитные кратеры
| Риччоли | Координаты                                          | Диаметр, км |
| ------- | --------------------------------------------------- | ----------- |
| C       | 0°35′ с. ш. 73°12′ з. д. / 0,58° с. ш. 73,2° з. д.  | 31,6        |
| CA      | 0°38′ с. ш. 73°09′ з. д. / 0,64° с. ш. 73,15° з. д. | 14,1        |
| F       | 8°44′ ю. ш. 73°53′ з. д. / 8,73° ю. ш. 73,89° з. д. | 30,3        |
| G       | 1°16′ ю. ш. 71°09′ з. д. / 1,27° ю. ш. 71,15° з. д. | 15,0        |
| H       | 1°07′ с. ш. 75°02′ з. д. / 1,12° с. ш. 75,04° з. д. | 17,5        |
| K       | 2°19′ ю. ш. 77°38′ з. д. / 2,32° ю. ш. 77,63° з. д. | 40,8        |
| U       | 5°47′ ю. ш. 72°57′ з. д. / 5,79° ю. ш. 72,95° з. д. | 8,4         |
| Y       | 3°02′ ю. ш. 73°21′ з. д. / 3,04° ю. ш. 73,35° з. д. | 6,7         |

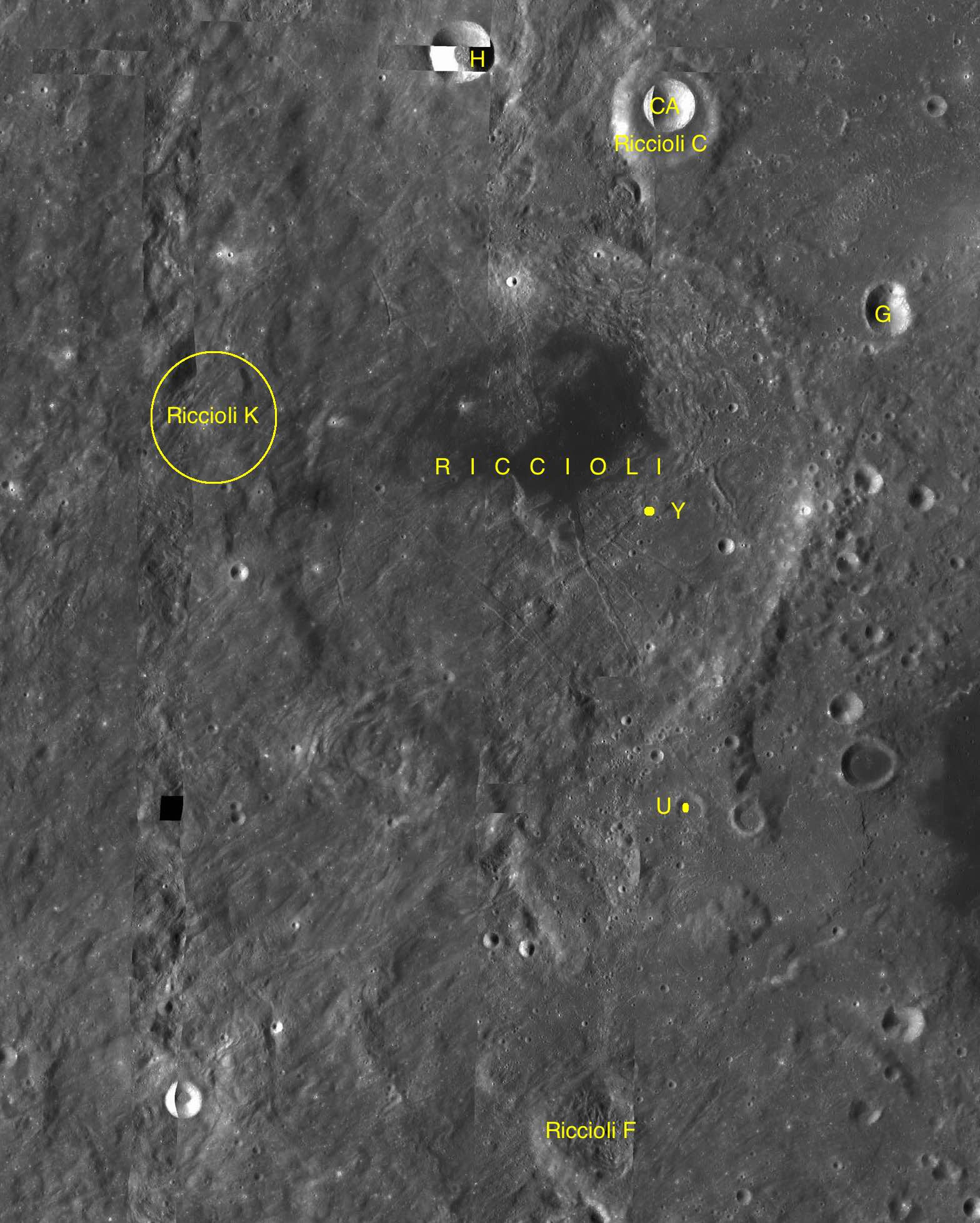
Фрагменты карт LAC-55, LAC-73.

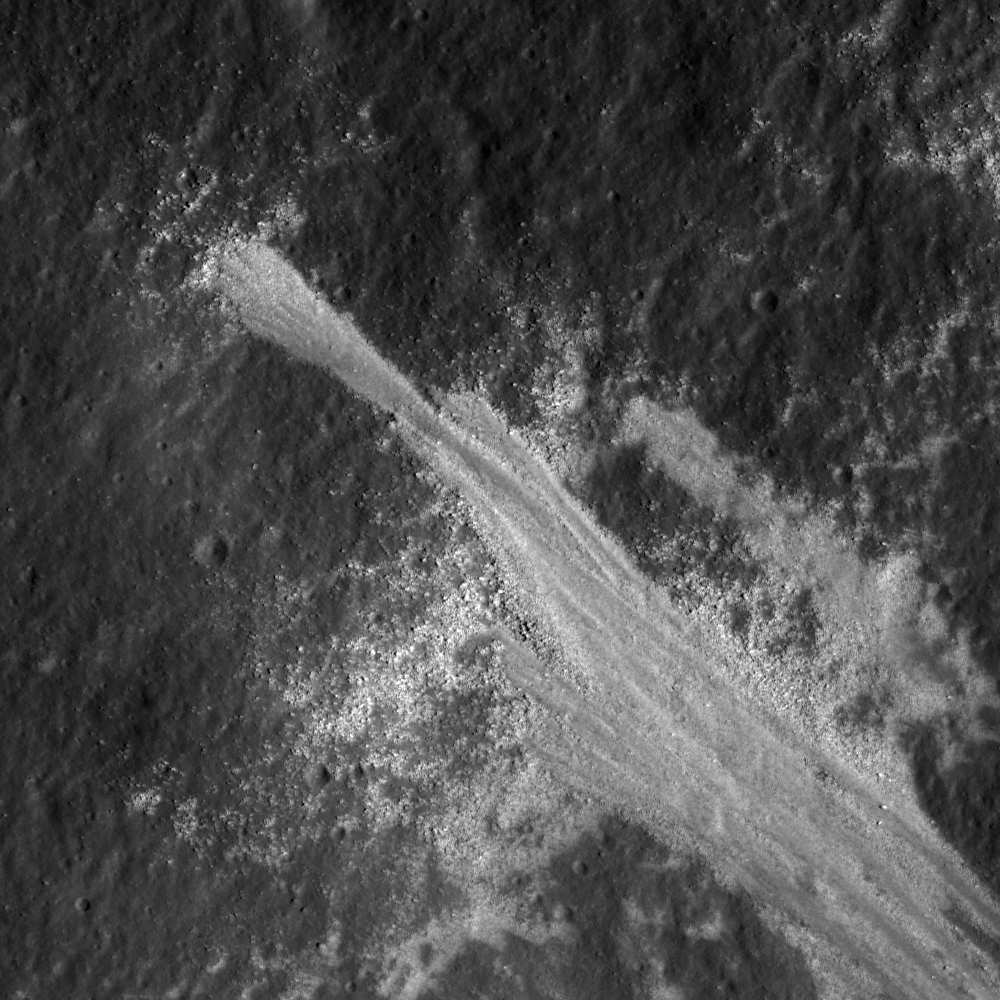
Осыпи гранулированных пород на склоне вала сателлитного кратера Риччоли CA. Снимок зонда Lunar Reconnaissance Orbiter. Разрешение снимка 0,5 м/пиксель.

- Образование сателлитного кратера Риччоли C относится к нектарскому периоду[1].

## Галерея

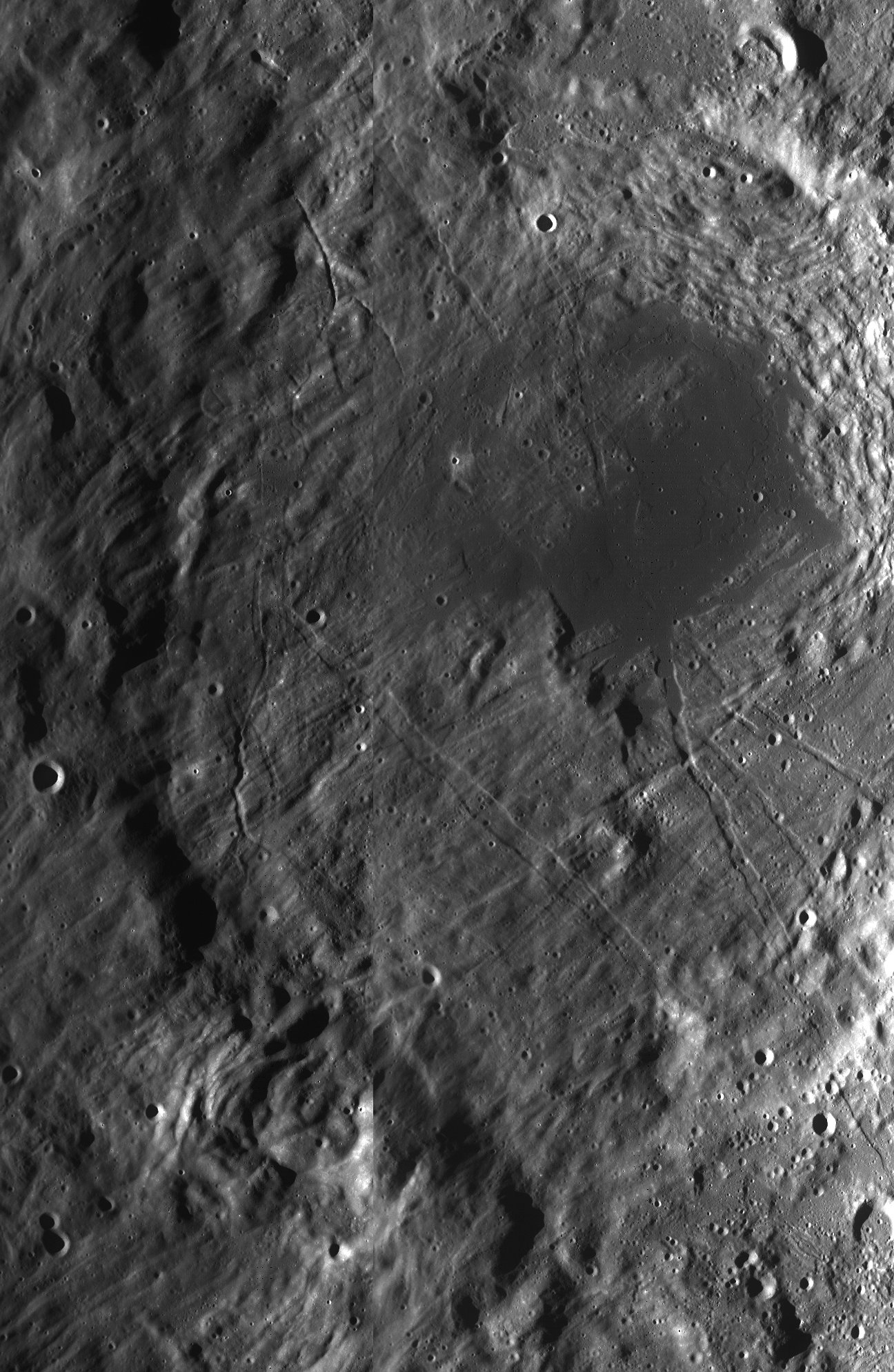
Кратер Риччоли. Комбинация снимков зонда Lunar Reconnaissance Orbiter. Ширина снимка около 125 км.

## См.также
- Список кратеров на Луне
- Лунный кратер
- Морфологический каталог кратеров Луны
- Планетная номенклатура
- Селенография
- Минералогия Луны
- Геология Луны
- Поздняя тяжёлая бомбардировка